# Ийл Ривър Атабаски
Ийл Ривър Атабаски (на английски: Eel River Atapaskan) или Индианци Ийл Ривър (на английски: Eel River Indians) е термин, който се прилага до група от 6 атабаско говорещи индиански племена живели в басейна на Ийл Ривър в северозападна Калифорния. Според лингвистите тези племена пристигат в района около 900 г., но археологическите доказателства сочат, че човешко присъствие в този район има от поне 4000 години. Тези атабаски племена живели изключително изолирано от външни хора до средата на 19 век, когато масовата миграция на бяло население залива региона. Счита се, че в този период общото население на шестте племена надхвърля 13 000 души. Унищожителни набези от страна на американците през 1861 г. и 1862 г. били пагубни за тези племена. Някои от тях почти изчезват. Оцелелите категорично отказват да живеят в резервати и остават по хълмовете и започват да работят като сезонни работници по близките ферми.

## Култура
Живота на тези племена бил ориентиран към реките и морето, но културата им толкова много била повлияна от културата на народите в северна и централна Калифорния, че учените ги класифицират към Калифорнийската културна област вместо към областта на Северозападното крайбрежие. Притежанието на богатство било важно, но не чак толкова като при народите на север.
Постоянните им жилища били различни от тези на народите в долната част на река Кламат. Те били подобни на коничните колиби на съседите им уинту и помо. Били с кръгла форма изградени с каменен вал около яма и с коничен покрив леко наведен назад покрит с плочи кора. В една такава постройка живеели по 2 – 3 семейства. За всички племена основна храна била сьомгата. Имали 3 вида шамани. Мъртвите били погребвани и имената им не се споменавали известно време. За разлика от останалите матоле и синкьоне кремирали своите мъртъвци.
В топлото време обикновено ходели голи като втривали в телата си меча мас. В студеното време и при пътуване обличали ризи, гамаши, набедреник и мокасини направени от кожа. Жените обличали кожени рокли.

## Племена Ийл Ривър
Матоле
Живели в басейна на река Матоле, от устието и до Горен Норд Форк. По крайбрежието територията им се простирала от Дейвис Крийк до Спаниш Флат. Идентифицирани са 60 техни села. Племето се състояло от две подразделения, чиито имена не са известни. В много отношения си приличали с хупа.
Ловяли риба в океана, по брега събирали миди и ловували морски лъвове. Във вътрешността ловували елени и дребен дивеч, и събирали различни диви растителни храни. Характерното за тях е, че мъжете си татуирали челото и кремирали своите мъртъвци.
Заради враждебното им отношение към белите са били почти изтребени. Днес малцина техни потомци живеят в резерватите Хупа и Роунд Вали.
Беър Ривър
Племе, чието име е неизвестно. Белите ги наричали Индианците Беър Ривър. Етнически са свързани с матоле, с които говорели един език. Живели в долната част на Беър Ривър и по крайбрежието в 7 села, чиито имена също не са известни. На север територията им достигала до Ийл Ривър и от устието на Ван Дусън Ривър до днешна Скотия. Преди европейския контакт заедно с матоле наброявали около 2500 души. През 1937 г. само 23 души се самоопределят като Индианци Беър Ривър.
Синкьоне
Името на племето идва от Синкйо – приток на Ийл Ривър. Територията им включвала част от Ийл Ривър, от днешна Скотия до Холоу Трий Крийк и по крайбрежието от Спаниш Флат до устието на Юсъл Крийк. Състояли се от две подразделения:
- Лолангкок – разделени на две групи, живеещи в 50 села по Ийл Ривър и нейния южен ръкав.
- Шелтър Коув – разделени на 4 групи, живеещи в 18 села южно от лолангкок.

Нонгатъл
Живели около река Ван Дусън и притока и Йегър Крийк в 35 села, които са идентифицирани. Територията им се разширявала до горната част на Мад Ривър и до притока на Ийл Ришвър, Трибутари Крийк. Разделени били на 6 групи, говорещи различни диалекти на един език. Били тясно свързани с лассик.
Лассик
Името им идва от името на техен вожд. Живели по Ийл Ривър, между Добин Крийк и Кекауака Крийк и изворите на северните ръкави на Ийл Ривър и Мад Ривър. Разделени били на 3 групи, живеещи в 20 села.
Вайлаки
Племето живяло по Ийл Ривър и по нейния северен ръкав, както и по Кекауака Крийк. Били разделени на 3 основни подразделения, състоящи се общо от 19 групи, живеещи в общо 95 села:
- Тсеннакенне (Ийл Ривър вайлаки)
- Банесо (Норд Форк вайлаки)
- Пийч вайлаки – в горната част на Норд Форк на Ийл Ривър.[1]